# Manuela Carneiro da Cunha
Maria Manuela Ligeti Carneiro da Cunha (Cascais, 16 de julho de 1943) é uma antropóloga luso-brasileira, referência nos estudos sobre etnologia e antropologia histórica. É reconhecida como uma importante intelectual e militante do direito dos povos indígenas do Brasil.

## Vida
Maria Manuela Ligeti Carneiro da Cunha nasceu na cidade de Cascais, em Portugal, no dia 16 de Julho de 1943. Seus pais eram judeus húngaros que tiveram de deixar a Hungria em decorrência da ascensão da Alemanha nazista. Aos 11 anos de idade, mudou-se com sua família para cidade brasileira de São Paulo. Depois de completar o ensino médio, ingressou na Universidade de São Paulo para estudar física, mas, logo em seguida, mudou-se para a França, onde graduou-se em matemática pura, na Faculdade de Ciências de Paris, no ano de 1967.
É casada com o também antropólogo Mauro Almeida. 

## Realizações
Morando na França, Manuela Carneiro da Cunha realizou, entre os anos de 1967 e 1969, uma especialização em Antropologia sob a orientação de Claude Lévi-Strauss. De volta ao Brasil, ingressou em 1972 na pós-graduação em Antropologia Social na Universidade Estadual de Campinas. Defendeu, em 1976, a tese Os Mortos e os Outros: uma análise do sistema funerário e da noção de pessoa entre os índios Krahó, sob orientação do antropólogo anglo-brasileiro Peter Fry.
Ao final da década de 1970, engajou-se na luta por direitos dos povos indígenas do Brasil. Foi cofundadora da Comissão Pró-Índio de São Paulo, que presidiu de 1979 a 1981. Foi também presidente da Associação Brasileira de Antropologia (ABA) entre 1986 a 1988. 
Entre os anos 1982 e 2001 concluiu cursos de pós-doutorado na Universidade de Cambridge, na Inglaterra; na Universidade de Stanford nos Estados Unidos, no College de France e na Universidade de Chicago.
Carneiro da Cunha leciona no Departamento de Antropologia da Universidade de São Paulo desde 1984, onde fundou, entre 1986 e 1990, o Núcleo de História Indígena e do Indigenismo (NHII, posteriormente, em 2011, incorporado ao Centro de Estudos Ameríndios - CEstA). Antes disso, entre 1975 e 1984, foi professora da Universidade Estadual de Campinas e também lecionou na Universidade de Chicago por 15 anos, até 2009.
Dentre suas publicações, destacam-se o livro Direito dos Índios (1987) e a coletânea História dos Índios no Brasil (1992) - pela qual recebeu o Prêmio Jabuti (1993). Além disso, recebeu o Prêmio Literário da Fundação Biblioteca Nacional (2010) pela obra Cultura com aspas; e ainda um segundo Prêmio Jabuti por Política Culturais e Povos Indígenas, no ano de 2015.

## Prêmios
- 2021 - Prêmio Almirante Álvaro Alberto para a Ciência e Tecnologia, CNPq
- 2018 - Prêmio de excelência Gilberto Velho para Antropologia, ANPOCS.
- 2015 - Prêmio Jabuti - Ciências Humanas - 2º Lugar, Câmara Brasileira do Livro.
- 2014 - Perita permanente do Foro sobre Conhecimentos Tradicionais do IPBES, Plataforma Internacional de Biodiversidade e Serviços Ambientais - Governo Federal do Brasil.
- 2013 - Titular da Cátedra IEAT/UFMG, Universidade Federal de Minas Gerais.
- 2012 - Legion d´Honneur - França, Governo Francês.
- 2011 - Titular da cátedra "Savoirs contre Pauvreté" 2012 - Collège de France, Collège de France.
- 2010 - Sérgio Buarque de Holanda, Fundação Biblioteca Nacional.
- 2010 - Ordem do Mérito Científico - Classe Grã Cruz, Academia Brasileira de Ciências.
- 2008 - Membro da Third Wold Academy of Sciences, Third Wold Academy of Sciences.
- 2007 - Prêmio Chico Mendes, Governo do Acre.
- 2004 - Conférence Marc Bloch, École des Hautes Etudes en Sciences Sociales.
- 2003 - Medalha Roquette-Pinto, Associação Brasileira de Antropologia.
- 2002 - Premio Jabuti -Melhor Livro em Ciências - Menção Honrosa, Câmara Brasileira do Livro.
- 2002 - Ordem Nacional do Mérito Científico - Classe Comendador, Governo Brasileiro.[11]
- 2002 - Membro da Academia Brasileira de Ciências, Academia Brasileira de Ciências.
- 1992 - Prêmio Erico Vanucci Mendes, CNPQ e SBPC.
- 1991 - Medaille de Vermeil, Académie Française.
- 1986 - Melhor Livro de Ciências Sociais (Negros Estrangeiros), ANPOCS.

## Escritos
Livros e coletâneas
- Mortos e os outros. São Paulo: Hucitec, 1978
- Antropologia do Brasil: mito, história, etnicidade, São Paulo: Brasiliense, 1986
- Negros, estrangeiros: os escravos libertos e sua volta à África. 1a. ed. São Paulo: Brasiliense, 1985.
- Direito dos Índios. São Paulo: Brasiliense, 1987
- História dos Índios no Brasil (org.). São Paulo: Companhia das Letras & Fundação de Amparo à Pesquisa do Estado de São Paulo, 1992.
- Legislacao Indigenista No Século XIX: Uma Compilação, 1808-1889. 1992.[12]
- Cultura com aspas e outros ensaios de antropologia. 2009.[13], 2017[14]
- Tastevin, Parrissier. 2009.[15]
- Negros, estrangeiros: os escravos libertos e sua volta à África. 2a. ed. revista e ampliada. 2012.[16]
- Índios no Brasil - História, direitos e cidadania. 2013. 160p[17].
- Políticas Culturais e Povos Indígenas. 2014. 517p. [18]
- A expulsão de ribeirinhos em Belo Monte: relatório da SBPC. 1. ed. São Paulo: SBPC, 2017 (com S. Magalhães)
- Direitos dos povos indígenas em disputa. 2018. (com S. Barbosa).[19]

Artigos
- Para sobreviver, a escravidão por contrato. Revista de História da Biblioteca Nacional, Rio de Janeiro, n. 54, p. mar. 2010.  22-23, 2010.

Entrevistas
- Saberes locais, tramas identitárias e o sistema mundial na antropologia de Manuela Carneiro da Cunha. Sexta-Feira. 1998.[20]
- África, Acre, Chicago: visões da antropologia por Manuela Carneiro da Cunha. Revista de Antropologia. 2007.[21]
- De Lévi-Strauss aos índios na universidade: entrevista com Manuela Carneiro da Cunha. Revista de Antropologia. 2015.[22]
- Entre Chico Mendes e Quine: uma conversa com Manuela Carneiro da Cunha e Mauro Almeida. Anuário Antropológico. 2020.[23]